# 간자키 히로
칸자키 히로(일본어: かんざきひろ, 1978년 5월 5일 ~ )는 일본의 일러스트레이터, 애니메이터, 뮤지션이다. 일러스트레이터로서는 칸자키 히로라는 명의로, 애니메이터로서는 오다 히로유키(織田 広之)로,뮤지션으로서는 Hiroyuki ODA 혹은 하나소멘P이라는 명의로 활동하고 있다.
또한 본인의 블로그인tabgraphics（태브 그래픽스)에서 전 연령용동인지를 간행하고 있다.

## 활동과 작풍
일러스트레이터로서는 작가 후시미 츠카사의 일러스트 노벨인 내 여동생이 이렇게 귀여울 리가 없어 등등의 일러스트를 담당하였으며, 애니메이터로서는 주로 본즈가 제작한 작품에 참가, 뮤지션으로서는, 초기에는 정통파 트랜스인 더치트랜스, 이후엔 프로그레시브 하우스나 엠비언트 하우스, 테크 트랜스, 유로비트 등 일렉트로닉・댄스・뮤직 위주의 곡을 작곡하고 있다.『내 여동생이 이렇게 귀여울 리가 없어』를 애니메이션화 할 때, 캐릭터 디자인 담당으로 참가했다, 또한 애니메이션 계에선 흔히 보이지 않던 얼굴들로 구성되었다고 한다
음악을 시작한 건 중학생 때이며, 당시엔 TM NETWORK의 초기 작품에서 영향을 받아, 자신의 작품을 인터넷에 공개하곤 했다고 한다. CG를 시작한 것은 인터넷의 영향으로서, 그 이후 일러스트레이터나 애니메이터의 일을 시작한 것도, 인터넷에서 알게 된 인맥이 계기였다고 한다. 첫 직장은 에로게 관련 회사였다고 밝혔다, 2008년 4월 이후 연령제한이 있는 게임 쪽 일은 하고 있지 않다. 뮤지션으로서의 활동은 2006년부터로, 홈페이지에서 무료로 공개하고 있었던 곡을 음악관계자가 보고 스카웃한 것이 계기라고 한다.
네코미미를 좋아한다고 공언하였으며, 전격문고의『내 여동생이 이렇게 귀여울 리가 없어』나『네코시스』에서 후시미 츠카사와 콤비를 짜게 된 것도, 먼저 기획 되어있던『네코시스』가 네코미미 소녀가 중심인 이야기였기 때문이라고 밝혔으며, 후시미 츠카사의 담당 편집자인 오하라 잇테츠나 미키 카즈마는「세계에서 가장 네코미미를 귀엽게 그리는 사람」이라고 평가했다
. 또, 육감적인 둥그스름한 얼굴 모양이 그림의 특징으로,『내 여동생이 이렇게 귀여울 리가 없어』에서 히로인인 코우사카 키리노의 얼굴이 동그란 건칸자키 히로의 삽입 일러스트를 반영했기 때문이라고 한다..
「하나소멘P」이라는 명의는 니코니코동화에서 쓰는 닉네임으로, HSP라고 줄여 말하기도 한다. 니코니코동화에선 기존 곡의 어레인지나, 「하츠네 미쿠」를 음원으로 사용한 악곡이나 일러스트를 이 명의를 사용해서 무료공개하고 있다
TV에 출연한 적은 없으며, 프로필에는 자신을「이상한 초록색 생명체」로 소개하고 있다, 자신이 그린 일러스트 속에 둥그런 초록색 모양의 마스코트 캐릭터를 등장시키기도 한다. 이 캐릭터는『내 여동생이 이렇게 귀여울 리가 없어』 애니메이션 극 중에서도 빈번히 등장하고 있다. 또한 미키의 말에 의하면 실물은 호리호리하다고 한다. 2008년 1월 이후 도쿄에 거주하고 있다.
딱 한 번이지만 2009년 LINEAR32에서 DJ로 참가한 적이 있다.

## 참가 작품
작품 리스트는 본인의 웹 사이트에 게재되어있다.

### 애니메이션
주로 오다 히로유키의 이름으로 활동함.
2003년
- 강철의 연금술사（본즈） - 원화

2004년
- KURAU Phantom Memory（본즈） - 보조 작화 감독, 원화, 이미지 보드 등
- 갤럭시 엔젤4기（매드하우스） - 원화
- 로젠 메이든（노매드） - 원화

2005년
- 신비한 별의 쌍둥이 공주 Gyu!（HAL FILM MAKER） - 원화
- 파니포니 대쉬!（갠지스 / 샤프트） - 엔드카드 일러스트
- 교향시편 에우레카 세븐（본즈） - 원화
- 딸기 마시마로{도무(童夢)} - 원화（칸자키 히로 명의）

2006년
- 신비한 별의 쌍둥이 공주 Gyu!（HAL FILM MAKER） - ED원화
- 수왕성（본즈） - 메인 디자인, 원화
- 토나구라!（도무） - OP원화
- 오란고교 호스트부（본즈） - L/O작화 감독
- 천보이문 아야카시 아야시（본즈） - 작화 감독, 원화, 판권 등

2007년
- 흑의 계약자（본즈） - 판권（뉴타입로맨스 여름호）
- 일곱빛깔★드롭스（스튜디오 바르셀로나） - 원화
- 뱀부 블레이드（AIC ASTA） - 작화 감독（본즈의 그로스 하청제작[13]）

2008년
- 미나미가 ~어서 와~（아스리드） - OP원화
- 20면상의 아가씨 (본즈 / 텔레콤 애니메이션 필름） - OP&ED원화

2010년
- HEROMAN（본즈） - 작화 감독
- 내 여동생이 이렇게 귀여울 리가 없어（AIC Build） - 원작 일러스트(칸자키 히로 명의, 캐릭터 디자인, 캐릭터 검수협력 등（오다 히로유키 명의）

2011년
- 아스타롯테의 장난감!（디오미디어） - 제9화 아이캐치 일러스트（칸자키 히로 명의）

2012년
- 에우레카 세븐AO（본즈） - 캐릭터 디자인

### 게임
- 형과 함께（FISHCAFE, 1999년） - 원화
- 지금은 수행중(FishCafe, 2001년） - 원화
- 패닉! 케로케로 왕국（파자마소프트, 2002년） - 一원화 보조（린, 시피르）
- 강철의 연금술사3~신을 잇는 소녀（스퀘어 에닉스, 2005년） - 원화, 판권 외

### 파치슬로
- 쾌도천사 트윈 엔젤（트리비, 2006년） - 원화

### 일러스트
주로 칸자키 히로 명의.
년도 불명
- 피즈사이테크 『파소콘 파라다이스 총집편』（호수(号数) 불명×2） - 일러스트
- 엔터 브레인 『TECH GIAN』（호수 불명） - 벽지 일러스트×3
- 캐릭터넷 - 굿즈 용 일러스트
- 애니메이트 배부용 핸드폰 바탕화면 일러스트×3
- 소프트뱅크 『RASPBERRY』 「코무깃코 클럽」 - 일러스트
- 가이낙스 『GAINAX NET』 「링크 월드」 - 일러스트 에세이.

1999년
- 엔터 브레인 『PALETTE 비주얼 팬북』 - 일러스트
- K-BOOKS 포인트 교환용 전화카드（남성용） - 일러스트
- 소니 매거진스 『AX (애니메이션 잡지)』 1999년9월호 - 특집기사 컷 수점
- ソ소니 매거진스 『AX』 1999년12월호 - 일러스트
- 피즈사이테크 『컴퓨터 파라다이스 총집편 19』 - 일러스트

2000년
- K-BOOKS 포인트 교환용 전화카드（남성용） - 일러스트
- 미디어웍스 『전격hp』 vol7 「만나면 싸우는 녀석들<전편>」 - 삽입 일러스트 등
- 미디어웍스 『전격hp』 vol8 「만나면 싸우는 녀석들<후편>」 - 삽입 일러스트 등
- 미디어웍스 『전격hp』 vol9 「만나면 사랑하는 소녀들」 - 삽입 일러스트 등

2001年
- 소프트뱅크 『GA Graphic』 - 벽지 일러스트×3

2002년
- 엔터 브레인 『요정전승TCG』 - 캐릭터 일러스트×3
- 엔터 브레인 『야계월승TCG』 - 캐릭터 일러스트
- 미디어웍스 『전격모에왕』 Vol.3 「모에그림모에그림 콜로세움」 - 일러스트

2004년
- 미디어웍스 『주간 나의 오빠 특별 증간호』 「BITTER&SWEET」 - 표지・책자 일러스트

2005년
- 카쿠슈우켄큐우샤 『메가미 매거진 크리에이터즈』 vol.3 - 일러스트

2006년
- 엔터 브레인 『TECH GIAN』 2006년5월호 보관됨 2013-03-07 - 웨이백 머신 - 벽지 일러스트
- 가도카와 쇼텐 『콤프틱』 2006년3월호 「미소녀 일러스트 뮤지엄」 - 끼워넣는 포스터

2007년
- 토라노아나 『토라쯔』 Vol.127 - 표지 일러스트

2008년
- 아스키 미디어 웍스 『내 여동생이 이렇게 귀여울 리가 없어』〈전격문고〉 - 삽입 일러스트
- 가이낙스 『GAINAX NET』 - 2008년3월28일 메인 화면 일러스트
- 다이토（ZUNTATA）『전차로 전차로 GO!GO!GO! 레볼루~션』 - 자켓 일러스트
- 데라시마정보기획 『DTM magazin] 2008년1월호 증간 THE VOCALOID CV01 하츠네 미쿠』 - 일러스트

2009년
- 아스키 미디어 웍스 『전격문고MAGAZINE』연재 「네코시스」 - 삽입 일러스트
- 멜론북스 포인트 교환용 전화카드 - 일러스트
- MOSAIC.WAV×츠루타 카모 feat.하츠네 미쿠 『Heartsnative』 - 자켓 아트, 소책자 표지
- 요센샤 『애니송 매거진 00년대「모에한 음악」총결산!』〈요센샤MOOK〉 - 표지

2010년
- 호분샤 『케이온! 초 일러스트레이션 모음집! 1』 - 일러스트
- 호분샤 『츠보미』 vol.9 - 표지

2011년
- 코믹 마켓81 기업 부스 팸플릿 - 표지

2012년
- 망☆가타로 작화, 표도르 도스토옙스키 원작『죄와 벌』코믹스2권 - 표지

### 음악

#### CD
주로 Hiroyuki ODA 명의로 활동, 일본 밖에서도 활동하고 있다

###### 아날로그 레코드・다운로드 배포
- Hiroyuki ODA-ASOT060 (A State Of Trance)
  - Transmigration / Injection
- Hiroyuki ODA-ASOT077 (A State Of Trance)
  - Rise / Cataract
- Hiroyuki ODA – Ignite / Impulsion (Otographic Music)
  - Ignite / Impulsion
- Hiroyuki ODA – Transmigration (Otographic Music)
  - Transmigration(2011 Mix)
- Hiroyuki ODA – Revive EP (Otographic Music)
  - Astaroth / Green Light / Sparkle / Revive
- Hiroyuki ODA - Ascension (Otographic Music)
  - Ascension

###### 앨범
- Thirty (Otographic Music)
  - Thirty / Stargazer / Sound Of Waves / Oceanus / Luminescence / Light Velocity / Submarine / Ionosphere / Yozora

###### 콤필레이션
- Trance for DJ vol.1 (Sevensenses Recordings)
  - Injection / Transmigration
- Best Of Sevensenses (Sevensenses Recordings)
  - Rise / Water Sprite
- Best Of Sevensenses 2007 (Sevensenses Recordings)
  - Undulate / Cataract
- Armin van Buuren A State Of Trance Radio Top 15 January 2010
  - Yozora
- Re:MIKUS(ビクターエンタテインメント)
  - Track3 Light Song(Hiroyuki ODA remix)

###### 리믹스
- Virginia (Sevensenses Recordings)
  - Virginia (Hiroyuki ODA Remix)
- Thirty (Remixes) (Otographic Music)

1. Luminescence(Kyohei Akagawa Remix)
2. Thirty(KIWAMU Remix)
3. Thirty(KaNa Remix)
4. Light Velocity(MAKOTRAX Remix)
5. Submarine(Shingo NAKAMURA Remix)
6. Submarine(Tomoyuki Sakakida Remix)
7. Submarine(Masanori Yasuda Remix)
8. Oceanus(Taishi Remix)
9. Day Break(Nhato Remix)
10. Yozora(NAYUTA Underlight Remix)
11. Amethyst(OCOT Remix)
12. Thirty(Nhato 'n' Bass Remix)

#### 하나소멘P, 또는 HSP로서의 활동

##### 배포
- 『인카네이션(feat.하츠네 미쿠) 』（KarenT, 2009년7월22일）
- 『The Endless Love』（KarenT, 2011년4월28일）

##### 니코니코 동화
- cheetahmen2 (remix) - 게임 소프트『치타맨II』의 극반곡커버
- 인카네이션
- Light Song (remix) - kz（livetune의 악곡 커버
- 플러그 아웃
- YOUTHFUL DAYS' GRAFFITI
- LightSong(Hiroyuki ODA Starlight Remix) - kz（livetune)의 악곡 커버
- Sune● 보관됨 2021-03-20 - 웨이백 머신 - TVA 애니메이션『도라에몽』의 극반곡 커버
- unfragment
- 연애 서큘레이션을 House버전으로 만들어 보았다 - TVA 애니메이션『바케모노가타리』제10화 오프닝 커버
- Phantom
- The Endless Love
- Wander Girl
- irony을 불러보았다→리믹스 해보았다 - TVA 애니메이션『내 여동생이 이렇게 귀여울 리가 없어』오프닝 곡 커버
- Maybe★Lucky
- Phantom (2011 Re-Edit)
- 별하늘☆데스티네이션 (HSP Bootleg Remix)
- Nexus(Remix)
- 인카네이션(2011 Mix)
- idiolect
- Tell Your World (HSP Bootleg Remix)
- scapecoat
- Desperate

##### 콤필레이션・악곡 제공
- EXIT TUNES PRESENTS Vocalocluster feat. 하츠네 미쿠
  - The Endless Love를제공
- 열리는 우주 포켓 - KOTOKO
  - Track 7 Command+S제작 편곡（「Hiroyuki ODA Pres. HSP」명의）
- Etude - Nhato(Otographic Music)
  - Moonquake [feat. Hiroyuki ODA]（공동제작）

##### 동인 판매CD
- On-Sawmen（온소멘）
- 레트로퓨쳐 옷산(아저씨) 디스코